# Super Star Destroyer
De Super Star Destroyer is een fictief ruimteschip uit het Star Wars-franchise.
De Super Star Destroyer is een van de grootste en machtigste Keizerlijke ruimteschepen ooit geproduceerd. Deze Keizerlijke Vloot heeft hetzelfde V-ontwerp als de reusachtige Star Destroyer, maar dan uitvergroot op een veel grotere schaal. Van bovenaf en van afstand gezien heeft het gevaarte een pijlachtige vorm met een vrij glad oppervlak. In het midden bevindt zich een enorm 'eiland' met de leef- en werkruimtes van de bemanning. Batterijen met wapens zijn verspreid over de stad-achtige oppervlakte. De brug staat op een brede pilaar vlak achter het 'eiland', met twee communicatie- en deflectorkoepels. De onderkant van het schip is een netwerk van reusachtige werktuigbouwkundige installaties. Dertien kolossale voortstuwingsmotoren gloeien rood wanneer zij het immense schip voortstuwen.
Hoewel er meerdere van deze commandoschepen zijn, is het vlaggenschip van Lord Vader, de Executor, het bekendste. Dit schip leidde het Keizerlijke Doodseskader dat op zoek ging naar de Rebellenalliantie na de slag om Yavin. Het fungeerde ook als het commandoschip in de slag om Endor. In die kritieke slag had de commandant van de Executor, Admiraal Firmus Piett, de taak om slagschepen van de Rebellen niet te laten ontsnappen. Hij had echter niet gerekend op de onorthodoxe strategie van de Rebellen, die de Keizerlijke Vloot frontaal aanvielen. De Executor was hierbij een belangrijk doel van herhaaldelijke aanvallen door vijandelijke gevechtsjagers en slagschepen. Uiteindelijk slaagden gevechtstoestellen van de Rebellen erin om de krachtige defensieschilden van de brug te penetreren. Een onfortuinlijke, zwaar beschadigde en onbestuurbare A-Wing Fighter van de Alliantie boorde zich in de kwetsbaar geworden brug van de Executor. De besturingssystemen waren meteen vernietigd en het commandoschip kwam in het gravitatieveld van de tweede Death Star terecht, de twee reuzen botsten op elkaar in een kolossale explosie die het vlaggenschip vernietigde.
De Executor was het eerste van een hele nieuwe generatie immense oorlogsschepen, een Super-klasse Star Destroyer. In het diepste geheim gebouwd op de ruimtescheepswerven van Fondor, was de Executor een bekroonde prestatie voor zowel de Keizerlijke Marine als de Kuat Drive Yards. Tijdens de constructie-fase van het bouwproject, had Admiraal Amise Griff de leiding over deze hele operatie.
De eerste reis van de Executor was een militaire EN politieke missie. Het was een demonstratie om de Rebellen en de rest van de Melkweg te tonen dat de vernietiging van de originele Death Star door de Rebellen puur toeval was geweest. Dit nieuwe gigantische wapen, waarvan er veel meer gebouwd zouden gaan worden, zou onverwoestbaar zijn. Eenmaal vertrokken van het droogdok bij Fondor, viel de Executor het Rebellen-ondersteuningspunt bij Laakteen Depot bij verrassing aan en vernietigde het. Niemand van de Rebellen overleefde de aanval. Vervolgens zette het slagschip koers naar Yavin 4, waar de Rebellen bezig waren met een haastige evacuatie van hun hoofdkwartier. Enkele Rebellenschepen en jagers probeerden tijd te winnen en slaagden erin om door de defensieschilden van de Executor heen te breken, ze maakten het schip tijdelijk onklaar. Tijdens de massale exodus van de Rebellen van Yavin naar Hoth, maakte Admiraal Amise Griff met zijn Star Destroyer gevechtsgroep een ernstige inschattingsfout tijdens de hyperruimtesprong. Hij belandde met zijn drie slagschepen boven op de Executor. De deflectieschilden van de Super Star Destroyer waren sterk genoeg om het schip te beschermen, maar de drie andere schepen waren ten dode opgeschreven en explodeerden vrijwel direct.
Het oppervlak van de Executor was bezaaid met allerlei soorten bewapening. De voorkant van het schip had een scherm van 200 zware en lichtere turbolaser batterijen, 50 concussieraket lanceerinrichtingen, 100 ionenkanonnen en 20 trekstraal projectoren. De flanken werden elk gedekt door 75 lichte- en 50 zware turbolaser batterijen, 75 raketbuizen, 50 ionenkanonnen en 10 trekstraal projectoren. De achterzijde, traditioneel bij een ruimteschip het zwakst verdedigd, had een indrukwekkend arsenaal aan wapens: 50 zware turbolaserkanonnen, 50 raketbuizen en 50 ionenkanonnen.
De Exector werd tijdens de slag om Endor vernietigd door een stuurloos geraakte A-Wing die in de brug vloog nadat de schildgeneratoren waren vernietigd. Doordat de brug was vernietigd, werd de Executor door zwaartekrachtsveld van het revolutionaire ruimtestation Death Star II aangetrokken en stortte het kilometerslange schip zich in het ruimtestation, wat de Executor uiteindelijk vernietigde.